# Мартынов, Вячеслав Михайлович
Вячесла́в Миха́йлович Марты́нов (род. 1941) — советский футболист, нападающий.
Воспитанник тульского футбола. В 1959 году в классе «Б» провёл 9 матчей, забил два гола за местный «Труд». В 1960—1962 годах играл в чемпионате СССР за рижскую «Даугаву-РВЗ». Играл за «Динамо» Ленинград (1963—1965), «Энергетик» Джамбул (1968—1969), «Автомобилист» Кзыл-Орда (1970, также тренер).